# Chiesa della Conversione di San Paolo (Ferrara, Porporana)
La chiesa della Conversione di San Paolo è la parrocchiale di Porporana, frazione di Ferrara. Appartiene al vicariato del Beato Giovanni Tavelli da Tossignano dell'arcidiocesi di Ferrara-Comacchio e risale al XIV secolo.

## Storia
Tra il XIV e il XV secolo nella zona di Porporana, a ovest della città di Ferrara, a breve distanza dal Po, venne costruita una prima chiesa intitolata a San Paolo. Dalla documentazione che ci è pervenuta risulta che tale luogo sacro fu oggetto nel 1434 di una visita pastorale del vescovo Giovanni Tavelli.
Oltre un secolo più tardi, durante il terremoto di Ferrara del 1570, la chiesa fu distrutta, con molte delle abitazioni della piccola località. Col 1590 iniziò la sua ricostruzione e contemporaneamente fu elevata alla dignità di parrocchia.
Durante la guerra che vide arrivare a Ferrara truppe spagnole e francesi, nel XVII secolo, venne utilizzata come caserma e, nei primi decenni del secolo successivo, venne restaurata ed ampliata, con l'aggiunta di elementi architettonici come le cappelle laterali, la torre campanaria ed una nuova abside. Vennero inseriti nella struttura anche un organo a canne e un altare maggiore in legno trattato con decorazioni per assomigliare a marmo.
Il terremoto dell'Emilia del 2012 ha portato enormi danni rendendo l'edificio inagibile per problemi strutturali.

## Descrizione
Il complesso, oltre alla chiesa, comprende vari edifici come la sagrestia, la canonica e la torre campanaria che si trova sulla sinistra. La facciata a salienti è intonacata e mostra un aspetto classicheggiante con il grande frontone triangolare e il portale semplice architravato.